# Josef Machačka
Josef Machačka (8. července 1913 Jablonec nad Jizerou – 1. února 1980 Praha) byl český a československý politik KSČ, za normalizace poslanec České národní rady a ministr – předseda Výboru lidové kontroly České socialistické republiky a Československé socialistické republiky.

## Biografie
Po roce 1948 pracoval na ministerstvu zemědělství, v období let 1953–1970 působil na vedoucích postech na ministerstvu financí. Byl mu udělen Řád práce, Řád Vítězného února a Vyznamenání Za zásluhy o výstavbu. V lednu 1971 byl jmenován členem české vlády Josefa Kempného a Josefa Korčáka jako ministr – předseda Výboru lidové kontroly. Post si udržel i v následující druhé vládě Josefa Korčáka do listopadu 1972. Pak přešel na federální úroveň a v období říjen 1972 – únor 1976 zastával post ministra – předsedy Výboru lidové kontroly v československé druhé vládě Lubomíra Štrougala. Zastával i stranické funkce XIV. sjezd KSČ a XV. sjezd KSČ ho zvolil za člena Ústřední kontrolní a revizní komise KSČ.
Zasedal v České národní radě, kam byl zvolen ve volbách roku 1976.